# Teremitra efatensis
Teremitra efatensis é uma espécie de gastrópode do gênero Teremitra, pertencente a família Pyramimitridae.